# Primicač palca (noga)
Primicač palca (lat. musculus adductor hallucis) mišić je prednje strane stopala. Mišić inervira lat. nervus plantaris lateralis. 

## Polazište i hvatište
Mišić polazi s dvije glave:
- lat. caput obliquum, polazi s kockaste kosti, lateralne klinaste kosti i s 2., 3. i 4. kosti donožja.
- lat. caput transversum, polazi s 3., 4. i 5. metatarzalnog zlgoba.

Mišićne glave spajaju se i hvataju jednom tetivom za proksimalni članak palca (lateralnu stranu).